# Airblue

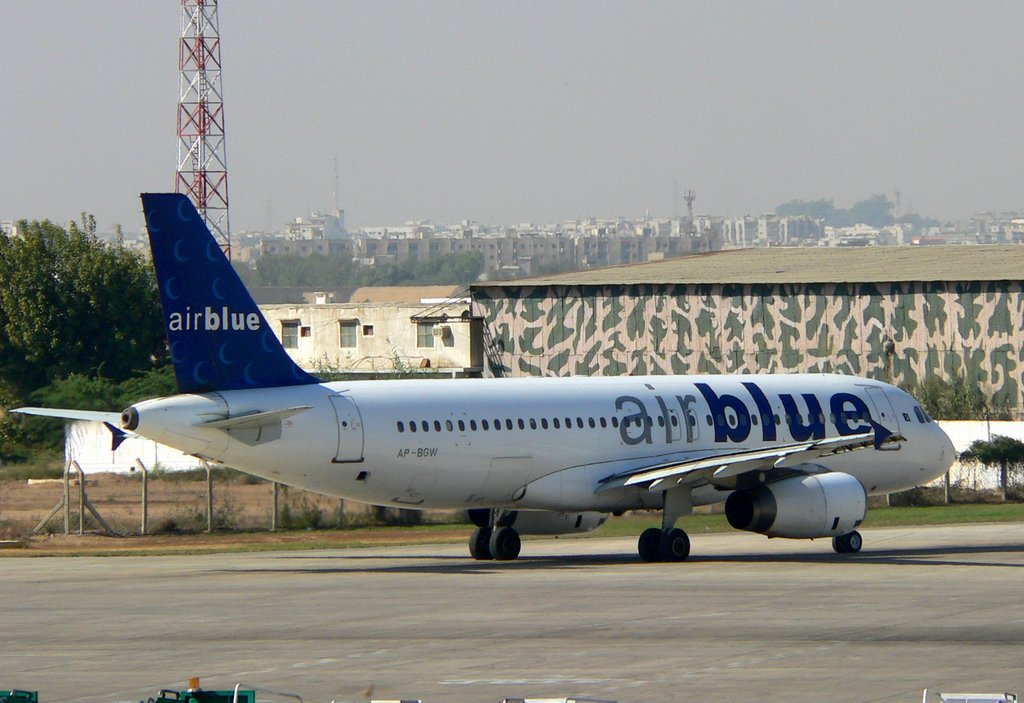
Airblus A320 de Airblue.

Airblue es una aerolínea privada pakistaní con sede en el Aeropuerto Internacional Jinnah de la ciudad de Karachi. Fue la primera aerolínea en operar con el Airbus A320. Actualmente la aerolínea trabaja con vuelos de cabotaje, y además incluye vuelos a la ciudad de Dubái pero planea extender sus destinos a ciudades del Reino Unido y los Estados Unidos.

## Historia
La aerolínea se estableció en 2003, y comenzó operaciones el 18 de junio de 2004 con una flota de tres aviones Airbus A320-200, que cubrían las rutas Karachi-Lahore y Karachi-Islamabad con 3 vuelos diarios en cada una de ellas. La aerolínea fue inaugurada por el primer ministro de Pakistán, Shaukat Aziz, quien expresó el gran potencial de Airblue.
Durante su primer año de operaciones Airblue se convirtió en una aerolínea muy popular, lo que permitió que compitiera directamente con PIA. Airblue expandió sus destinos a ciudades como Peshawar, Quetta y Nawabshah. El 14 de agosto de 2005 (Día de la Independencia de Pakistán) Airblue lanzó su primer vuelo de Karachi a Dubái.
Fue la primera aerolínea en Pakistán en utilizar el boletaje vía electrónica, trayendo a los usuarios un revolucionario método para adquirir boletos por medio de la internet.
La aerolínea comenzó operacione en el Reino Unido en mayo de 2006, con vuelos a la ciudad de Mánchester.

## Destinos

### Domésticos
- Aeropuerto Internacional Jinnah, Karachi
- Aeropuerto Internacional Allama Iqbal, Lahore
- Aeropuerto Internacional de Islamabad, Islamabad
- Aeropuerto Internacional de Peshawar, Peshawar
- Aeropuerto Internacional de Quetta, Quetta
- Aeropuerto Internacional de Faisalabad, Faisalabad

### Foráneos
- Aeropuerto Internacional de Dubái, Dubái (Emiratos Árabes Unidos)
- Aeropuerto Internacional de Mánchester, Mánchester (Reino Unido) - Comenzando en mayo de 2006

## Flota

### Flota Actual
En julio de 2022, la flota de Airblue incluía las siguientes aeronaves:
La edad media de la flota es de 7.6 años en julio de 2022.

## Accidentes
- Vuelo 202 de Airblue: el 28 de julio de 2010, un avión Airbus 321 de esta compañía aérea que recorría la ruta Karachi - Islamabad se estrelló en las montañas de Margalla, al norte de Islamabad, capital de Pakistán, con 152 personas a bordo, siendo 6 de ellas miembros de la tripulación, sin que hubiese supervivientes.[6][7]